# Cheiracanthium soputani
Cheiracanthium soputani là một loài nhện trong họ Miturgidae.
Loài này thuộc chi Cheiracanthium. Cheiracanthium soputani được Anna Maria Sibylla Merian miêu tả năm 1911.